# La Salvetat-sur-Agout

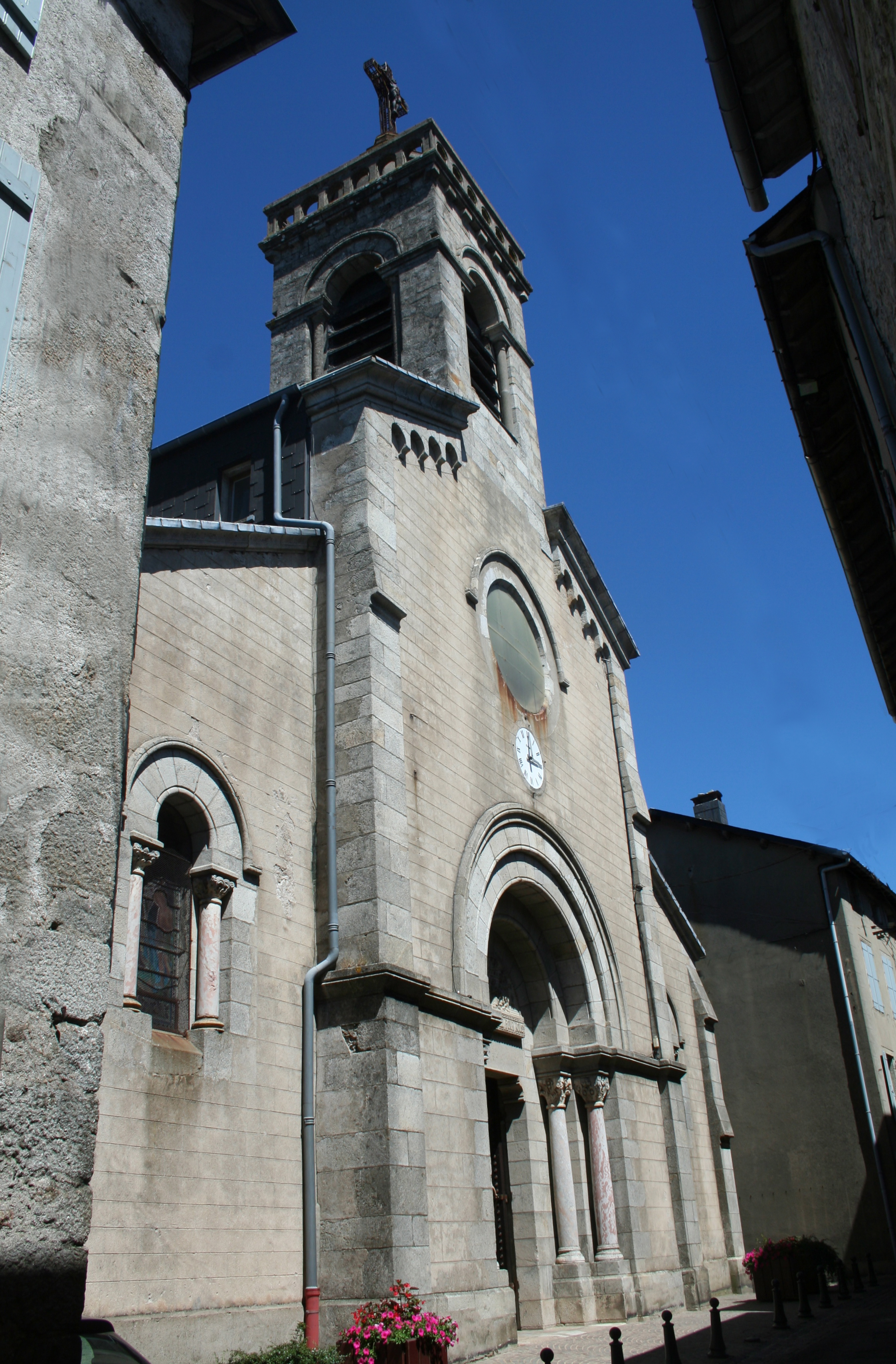
Kościół w La Salvetat-sur-Agout, 2008

La Salvetat-sur-Agout – miejscowość i gmina we Francji, w regionie Oksytania, w departamencie Hérault.
Według danych na rok 1990 gminę zamieszkiwały 1153 osoby, a gęstość zaludnienia wynosiła 13 osób/km² (wśród 1545 gmin Langwedocji-Roussillon La Salvetat-sur-Agout plasuje się na 303. miejscu pod względem liczby ludności, natomiast pod względem powierzchni na miejscu 12.).

## Populacja

Populacja La Salvetat-sur-Agout w latach 1962-2008